# Robby Brink
Robert Andrew Brink (Pretoria, 21 de julio de 1971) es un empresario inmobiliario y exrugbista sudafricano que se desempeñaba como ala. Fue internacional con los Springboks en los años 1990 y se consagró campeón del mundo en Sudáfrica 1995.

## Carrera
Destacó en el torneo Craven Week durante la escuela secundaria, jugando para el equipo de la actual Provincia de Gauteng (entonces noreste de la Provincia del Transvaal) hasta 1989 y después continuó sus estudios en la Universidad de Ciudad del Cabo. Debutó en la Western Province, equipo de la Currie Cup, en 1991.
Se convirtió en profesional en 1995, con el inicio de la era abierta. Disputó el Súper Rugby con los Stormers desde 1998 y hasta su emigración, estando su carrera marcada por numerosas lesiones que lo mantuvieron alejado del campo durante varios períodos.

### Extranjero
En 2001 se transfirió al norirlandés Ulster Rugby del actual United Rugby Championship y estuvo con ellos la temporada inaugural, cuando debió retirarse a la edad de 31 años después de la undécima cirugía de hombro sin éxito. Actualmente sigue viviendo en Irlanda.

## Selección nacional
Kitch Christie lo convocó a los Springboks como suplente para la Copa Mundial de 1995 y debutó contra Rumania como titular. Anteriormente sólo había jugado partidos de entrenamiento (aquellos contra regiones y clubes).

### Participaciones en Copas del Mundo
Christie lo llevó a Sudáfrica 1995 como suplente de Ruben Kruger, por lo que sólo jugó en la fase de grupos y fue titular contra Rumania y los Canucks.
| Mundial                       | Sede      | Resultado | PJ | Tries |
| ----------------------------- | --------- | --------- | -- | ----- |
| Copa Mundial de Rugby de 1995 | Sudáfrica | Campeón   | 2  | 0     |